# Covelinhas
Covelinhas is een plaats (freguesia) in de Portugese gemeente Peso da Régua en telt 269 inwoners (2001).